# Histoire des Juifs à Lyon

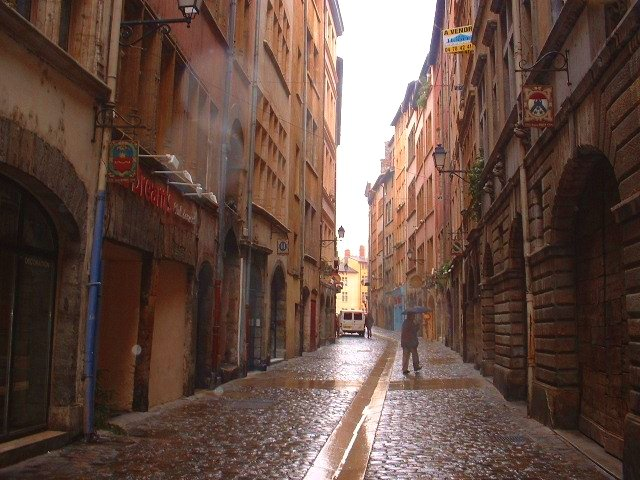
Rue Juiverie, quartier juif de Lyon jusqu'en 1379.

L'histoire des Juifs à Lyon débute sous l'antiquité avec l'arrivée à Lugdunum de nombreux immigrants venus d'orient pour commercer. Malgré une interruption de trois siècles du XVe au XVIIIe siècle et les persécutions de la Seconde Guerre mondiale, Lyon abrite toujours une communauté significative revitalisée par l'arrivée des Juifs d'Afrique du Nord.

## Antiquité et Moyen Âge
La communauté juive de Lyon remonte à l'Antiquité, et semble avoir été prospère jusqu'au milieu du Moyen Âge. Lors de la renaissance carolingienne, Agobard et Amolon, reprochant leur proximité avec les chrétiens écrivent contre eux, sans visiblement beaucoup de résultats.
Les juifs lyonnais, appréciés de l'empereur Louis le Pieux, obtiennent de ces missi des chartes leur permettant de vivre leur foi et que le marché ne se tiennent pas le samedi,.
Les premières mesures contre les Juifs datent de la première moitié du XIIIe siècle. Ils sont expulsés de Lyon en 1250, mais reviennent quelques décennies après. Lors de l'expulsion générale de 1394, Philippe de Thurey, grand opposant au roi de France tente de les protéger, mais cela ne dure qu'un temps. Leur exil définitif date de 1420, et il n'y a plus trace de la communauté juive à Lyon durant les trois siècles qui suivent.

## Époque moderne et contemporaine

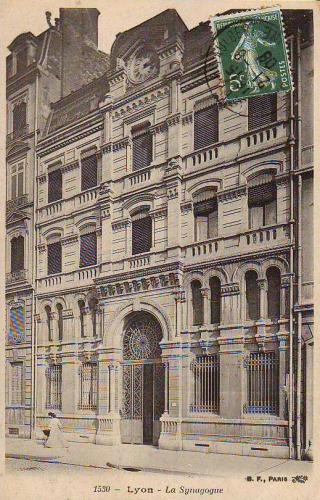
Carte postale de la Grande synagogue de Lyon, édifiée en 1864.

Après l'exil de 1420, il faut attendre 1760 pour revoir un Juif s'établir à Lyon. Les immigrants se regroupent en une petite communauté, reconnue par le lieutenant général de police en 1781. Ce sont à l'époque essentiellement des séfarades, venus du sud-ouest de la France. Le décret révolutionnaire du 28 septembre 1791 permet aux ashkénazes d'Alsace de rejoindre les autres villes du royaume librement. Plus nombreux, ils organisent alors à Lyon une kehila pour les prières, pour avoir un cimetière à eux et font venir un rabbin alsacien en 1799. Trente-deux tombes juives datant du XVIIIe siècle ont été retrouvées dans une crypte sous l'actuel Hôtel-Dieu de Lyon. Dès 1795, le cimetière juif de Lyon est créé par décision du gouvernement révolutionnaire.
Sous le Premier Empire, les Juifs de Lyon sont administrativement rattachés au consistoire de Marseille. Ils vivent sereinement et la communauté est composée d'un noyau de boutiquiers aisés et d'une majorité de colporteurs. Ils sont peu assimilés à cette période, et vivent regroupés rue Lanterne et rue de la Barre. Au recensement de 1840-1841, ils sont 760. Le culte est mal organisé car les fonds sont levés et gérés par le consistoire de Marseille, et donc refusés par les Juifs lyonnais qui souhaitent avoir la main sur cet argent. Pour faire évoluer cette situation, le consistoire nomme une personnalité volontaire, Samuel Heyman de Ricqlès, en 1838. Autoritaire et énergique, il prend de nombreuses initiatives pour rénover et structurer le culte et la communauté. Toutefois, ses manières déplaisent rapidement à tous les Lyonnais et il doit partir dès 1842 pour Paris.
Le nombre de Juifs lyonnais grossit rapidement par la suite, grâce à l'immigration, et ils s'implantent solidement dans le paysage économique de la ville. À la fin des années 1850, la majeure partie des Juifs sont devenus boutiquiers, et quelques-uns sont alors des notables avec une belle aisance. En 1850, l'État salarie un rabbin et quelques années après, en se regroupant avec plusieurs autres communautés juives de la région, celle de Lyon obtient la création d'un consistoire à Lyon. La première grande action de celui-ci est de faire construire la synagogue du quai Tilsitt, pour 300 000 francs. Durant le Second Empire, avec leur assimilation, la foi de beaucoup d'entre eux faiblit, mais les conversions restent très rares.

### Marocains de Saint-Fons
Dans la banlieue industrielle de Saint-Fons se forme dans l'entre-deux guerres une communauté constituée d'ouvriers marocains juifs. Il s'agit de la seule communauté de Juifs marocains apparue en France à cette époque, l'essentiel des juifs originaires de ce pays arrivant en France après-guerre. Pendant la Première Guerre mondiale, des Marocains sont employés à la poudrerie de Saint Fons. L'un d'eux, de confession juive, parvient à rester sur place à l'issue du conflit et est rejoint par quelques anciens poilus qui parviennent à se soustraire au rapatriement. Ils font venir avec l'aide de leurs employeurs des Juifs marocains qui cherchent à améliorer leurs conditions de vie à partir de 1919. En 1921, selon les recensements, ils sont 15 hommes, en 1926, on compte 282 hommes, femmes et enfants marocains à Saint Fons, mais il se peut que ce dernier chiffre ne prenne pas en compte certaines personnes puisqu'à partir de 1927, toute personne née et domiciliée en France devient française à sa majorité. Les autres sources sont contradictoires, faisant osciller le nombre de Juifs marocains à Saint-Fons entre 250 et 600 à la fin des années 1930. En comparaison avec l'immigration ouvrière marocaine musulmane existant en France à la même époque, la communauté de Saint-Fons se distingue par sa proportion importante de femmes et d'enfants, ce qui marque la volonté de ces Saint-Foniards de s'établir de manière permanente en France.
La communauté reste dans l'ensemble prolétaire, le recensement de 1936 indique qu'ils sont tous ouvriers à l'exception de deux maçons et cinq commerçants. Ils travaillent essentiellement dans les usines de produits pharmaceutiques et dans l'industrie chimique. Ils habitent principalement rue Gambetta, rue Anatole-France, montée Croze, rue Raspail, et impasse de la Gare dans un habitat dégradé peuplé pour moitié par des ouvriers migrants venus principalement du sud de l'Europe. Les Juifs de Saint-Fons bénéficient de l'aide de la mairie, de l'Alliance israélite universelle et de la communauté juive lyonnaise pour la création de structures communautaires. Un cours d'instruction religieuse est ainsi donné dans les locaux de la mairie. Les membres de la communauté font venir un sefer Torah du Maroc et organisent les prières dans un petit local. En 1927, ils disposent enfin d'une véritable synagogue et fondent cette même année une société culturelle et de bienfaisance israélite permettant de structurer officiellement la communauté. Ils obtiennent leur propre cimetière en 1936. Au début de la Seconde Guerre mondiale, quelques familles rentrent au Maroc mais la plupart restent sur place. Victimes de délateurs, nombreux sont les membres de la communauté arrêtés par la Gestapo. Au sortir de la guerre, on ne recense plus que 122 Juifs originaires du Maroc qui se dispersent rapidement et la communauté cesse d'exister.

### La Seconde Guerre mondiale

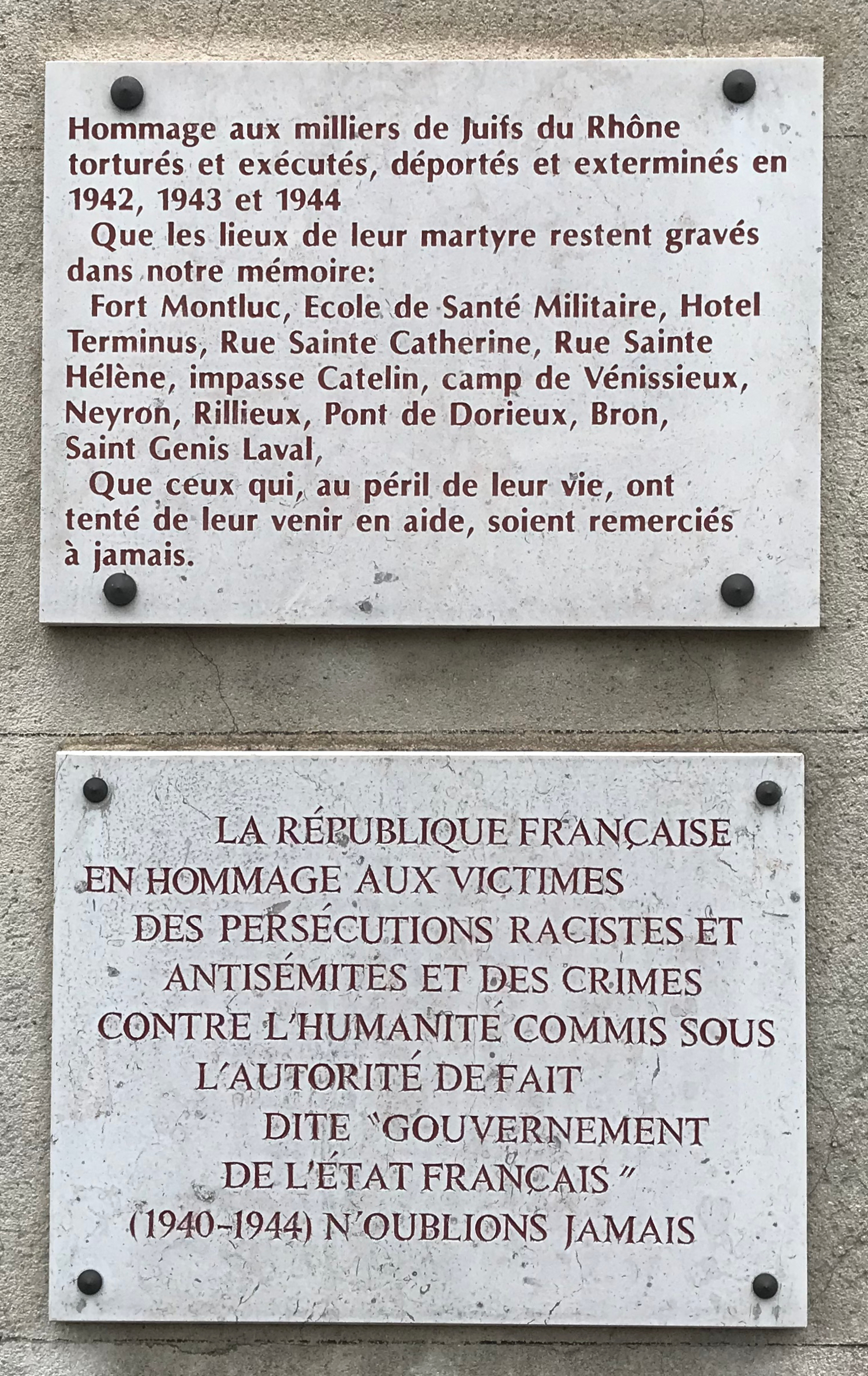
Centre national de la résistance et de la déportation : rappel des persécutions antisémites.

Durant l'occupation, de nombreux Juifs et des organisations juives, telles le Consistoire central, se réfugient à Lyon, situé en zone libre, qui devient le centre de la Résistance juive en France. Si de nombreux Juifs participent à la Résistance comme Raymond Aubrac ou Serge Ravanel, les organisations de résistance juive travaillent indépendamment des autres mouvements de résistance avec le soutien occasionnel des organisations catholiques ou protestantes. Le 5 septembre 1942, le cardinal Gerlier publie une lettre pastorale dans laquelle il dénonce la persécution des Juifs. Le chef de la Gestapo Klaus Barbie dirige la répression contre la Résistance et les Juifs. Les arrestations, les tortures et les déportations atteignent leur maximum en août 1944, lorsque les prisonniers juifs sont sortis de la prison Montluc pour déminer l'aéroport de Lyon-Bron après un bombardement allié. Cent-neuf corps seront retrouvés après la guerre.
Le rabbin David Feuerwerker, devient grand-rabbin de Lyon à la libération de la ville en septembre 1944, à laquelle il participe en tant que Capitaine-Aumônier des Forces françaises de l'intérieur. Il succède au grand-rabbin David-Edgard Sèches, décédé, et à son adjoint Bernard Schonberg, mort en déportation à Auschwitz.

### Depuis la guerre
De 7 000 membres en 1939, la communauté juive croît rapidement grâce à l'essor économique d'après-guerre et surtout la venue des Juifs d'Afrique du Nord dans les années 1950 et 1960, pour atteindre plus de 25 000 personnes en 1987. Des synagogues, des écoles juives, de nombreux restaurants et magasins cachères sont créés.
En 1994 un attentat a été tenté contre une synagogue du 8e arrondissement : des bombes avaient été déposées et avaient provoqué un incendie. Mais un habitant a pu donner l'alerte avant que les bombes n'explosent.
Le 7 septembre 1995, une voiture piégée explose, à quinze mètres de l'une des entrées de l'école juive Nah'alat Moché, à Villeurbanne faisant quatorze blessés dont un grave. L'enquête démontra par la suite que le terroriste Khaled Kelkal était directement lié à l'attaque.
En 2012, Le grand-rabbin de Lyon est Richard Wertenschlag.
Le 26 janvier 2025, place Carnot, est inauguré  le Mémorial de la Shoah de Lyon également appelé Les Rails de la Mémoire.